# Semilimax pyrenaicus
Semilimax pyrenaicus е вид охлюв от семейство Vitrinidae. Видът не е застрашен от изчезване.

## Разпространение и местообитание
Разпространен е в Андора, Великобритания (Северна Ирландия), Ирландия, Испания и Франция.
Обитава наводнени райони и гористи местности.